# Mönchpfiffel
Mönchpfiffel ist ein Ortsteil der Gemeinde Mönchpfiffel-Nikolausrieth im Kyffhäuserkreis in Thüringen.

## Lage
Mönchpfiffel und der Ortsteil Nikolausrieth (siehe Mönchpfiffel-Nikolausrieth) liegen in der Goldenen Aue dicht zusammen. Sie haben Zugang zur Landesstraße L 1218. Weiter nördlich führt die Bundesautobahn 38 durch das Gebiet. Im Tal der Helme und am Beginn der Unstrutniederung befinden sich fruchtbare Ackerböden.

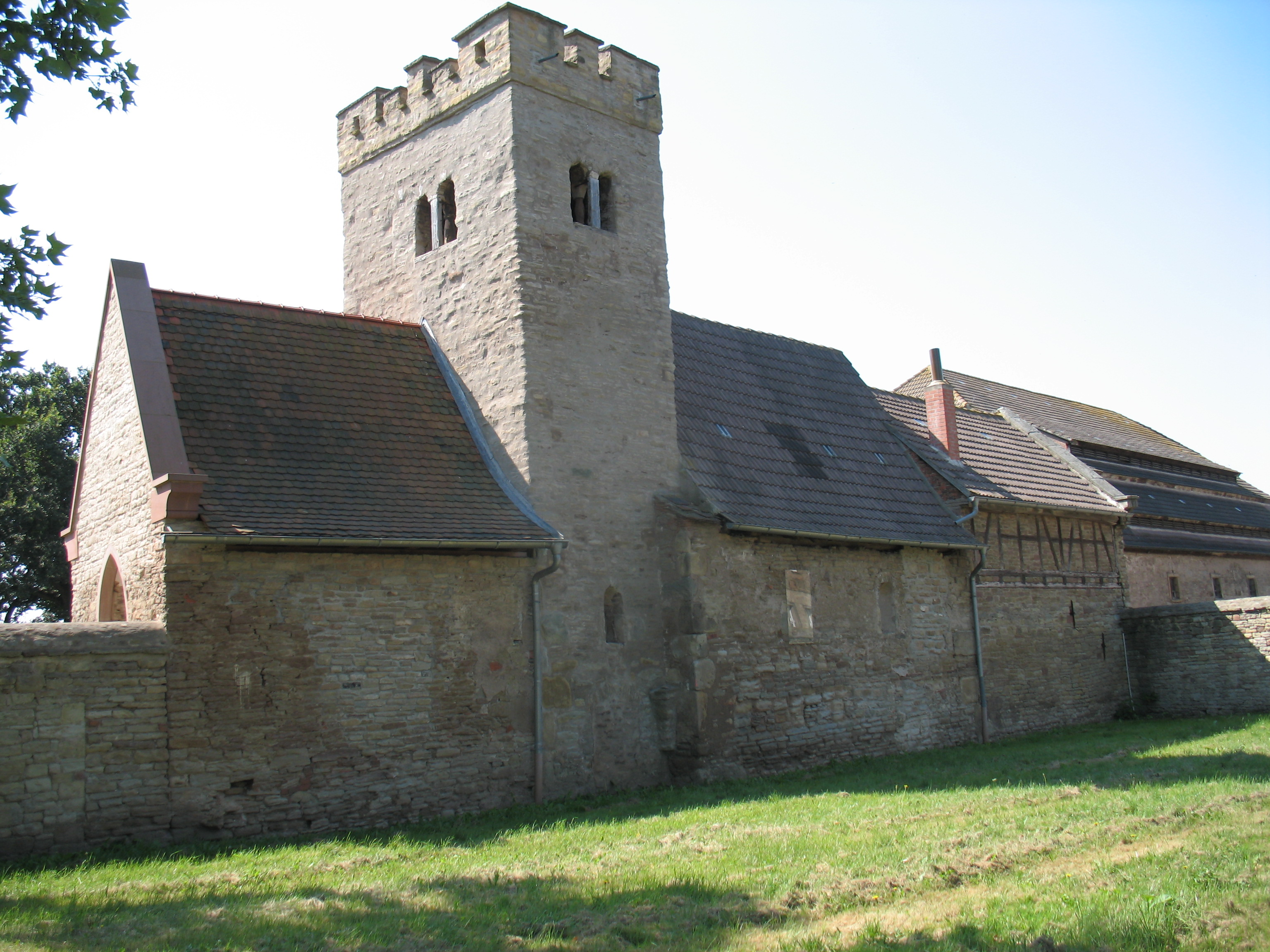
Zisterzienser-Klosterkapelle

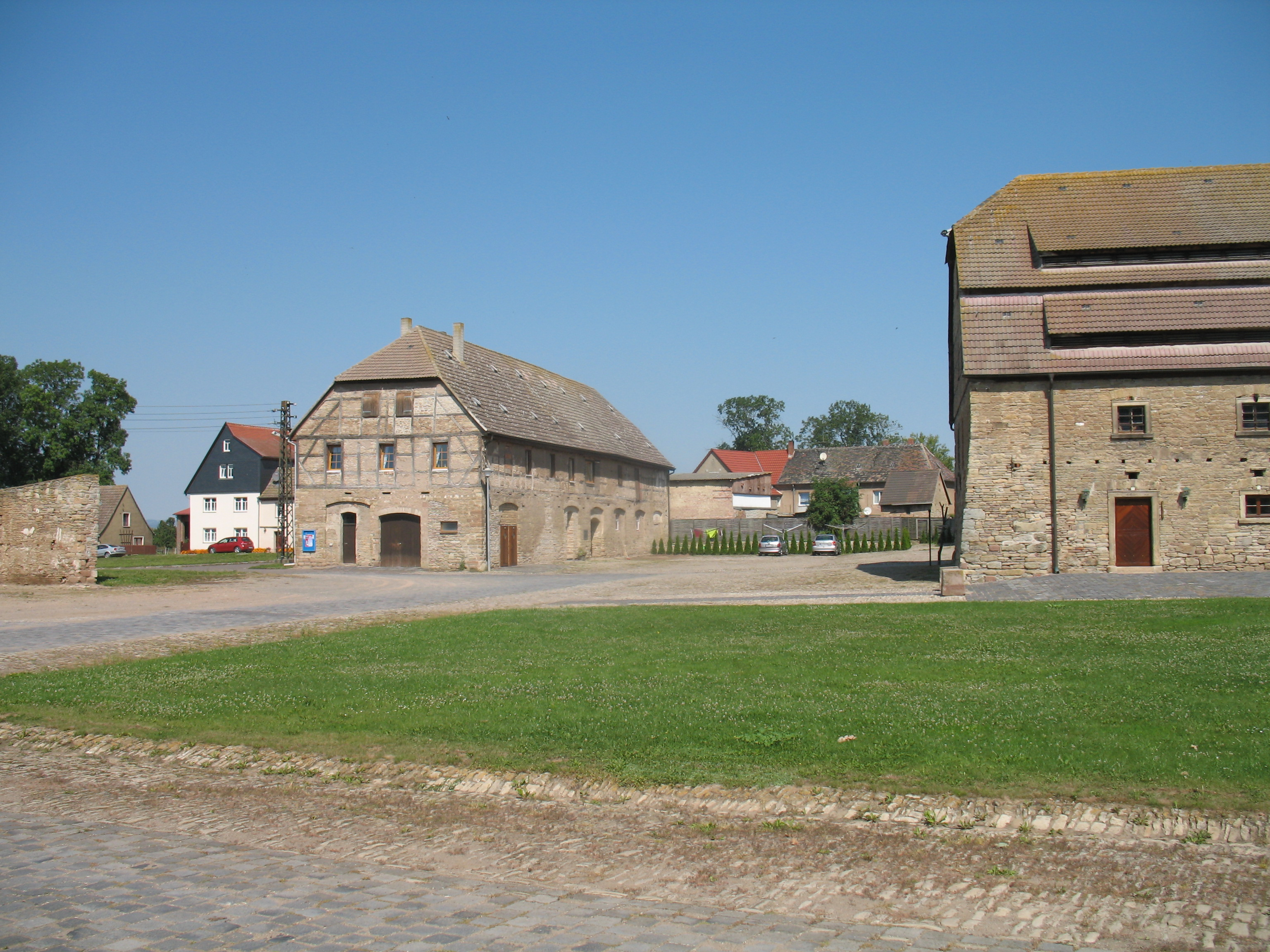
Wirtschaftsgebäude des Klostergutes

## Geschichte
Zwischen 830 und 850 ist das Dorf erstmals urkundlich genannt worden. Die Kerngemeinde geht von 881 und 899 aus. Mönchspfiffel ist ein historisches Klostergut. Es war einmal Außenstelle des Klosters Walkenried. Mönche waren es, die einst die vernässte Aueniederung trockenlegten. Von 1920 bis 1945 war es Staatsgut von Thüringen. Bis 1991 gehörte es zum VEG und auch zur LPG mit Tierproduktion und Pflanzenbau. 1995 wurde es an die Raiffeisen-Agil Warengenossenschaft verkauft. Mit Wirkung vom 1. Oktober 1945 wurde das bis dahin in Thüringen liegende Mönchpfiffel dem Kreis Sangerhausen der Provinz Sachsen zugeordnet. Jetzt gehört es wieder zu Thüringen. 1956 erfolgte die Bildung der Gemeinde Mönchpfiffel-Nikolausrieth aus den Dörfern Mönchpfiffel und Nikolausrieth. 2007 wohnten 200 Personen im Dorf. Die Kirche gehörte zur Thüringischen Kirchenverwaltung.
Durch Clemens Wenzeslaus Coudray wurde 1835 bis 1837 die Chausseekirche Mönchpfiffel errichtet.

## Persönlichkeiten, die vor Ort gewirkt haben
- Georg Friedrich August Schmidt  (1785–1858), Lexikograf und Superintendent, war Pfarrer in Mönchpfiffel.
- Julius Pölkow (1866–1926), Politiker (DNVP, DVFP), war von 1907 bis 1924 Schullehrer in Mönchpfiffel.